# Samtyckeslagen

Europeisk översikt över samtyckesbaserad lagstiftning (2025):
Samtyckesbaserad lagstiftning.
Samtyckesbaserad lagstiftning; samtyckesbaserad lagstiftning på gång.
Samtyckesbaserad lagstiftning.
Blandad lagstiftning; våldtäkt utan tvång anses vara mindre allvarligt.

Samtyckeslagen är en komplettering av den svenska sexualbrottslagstiftningen (kapitel 6 i brottsbalken), där sexuella handlingar genomförda utan samtycke uttryckligen betraktas som brott. Syftet med lagen, som infördes 2018, är att förtydliga vikten av samtycke i samband med sexuella handlingar, liksom att påskynda attitydförändringar i samhället. Kritiker har påpekat att lagen inte medför praktiska förändringar och dessutom kan göra det straffbara området otydligt; antalet åtal och fällande domar för våldtäkt har dock ökat efter lagens införande.
Liknande lagar, där brist på samtycke mer än tvång bildar basen för brottet, har på senare år genomförts i ett antal olika länder. I vissa fall fanns sådana lagar redan i ländernas lagstiftning. Vågen av lagstiftning i slutet av 2010-talet har kopplats samman med metoo-kampanjen och en ökad medial uppmärksamhet kring en stor utbredning av sexuella övergrepp, inte minst i relationer mellan män och kvinnor.

## Historia

### Bakgrund
Tanken med den svenska sexualbrottlagstiftningen är att skydda allas absoluta rätt till sin egen sexuella integritet och självbestämmande. Tanken med dessa olika dellagar är att peka ut fall där det saknas samtycke. I bestämmelsen om våldtäkt försöker lagen peka ut situationer där frivillighet inte kan antas gälla från båda parterna, exempelvis när en förövare använder våld eller hot för att kunna genomföra handlingar emot offrets vilja.
Kraven för att det här våldet eller hotet ska kunna ses som olagligt har under senare år sänkts i flera steg. Detta har bland annat skett för att mer vara i samklang med de bättre kunskaperna om hur offer för våld eller hot agerar i praktiken; bland annat finns begreppet "frozen fright" (jämför tonisk immobilitet), där ett offer för en våldtäkt i många fall stänger av sitt fysiska motstånd för att försöka undfly en hotfull situation.
Bestämmelsen om våldtäkt har också kommit att inkludera tillfällen där förövaren utnyttjat ett offer som befunnit sig i ett hjälplöst tillstånd. Exempel på ett sådant tillstånd kan vara medvetslöshet, berusning eller psykisk sjukdom, då offret kan sakna förmåga att skydda sin sexuella integritet. Senare har lagen omkring våldtäkt även utvidgats till att även gälla situationer där en förövare utnyttjat ett offer som befunnit sig i en särskilt utsatt situation. Då inkluderas även situationer där offret endast har en begränsad möjlighet att värna sin sexuella integritet.

### Införande
Under 2000-talet har flera utredning behandlat frågan om att kriminalisera frånvaron av tydligt uttryckt samtycke. Denna lag trädde i kraft 1 juli 2018.
Skälen för detta specifika utpekande av samtycke i lagen var det skulle göra sexualbrottslagstiftningen mer heltäckande. Dessutom skulle lagen skicka en tydlig signal för att snabba på önskvärda attitydförändringar i samhället runt sexuella handlingar och kulturen kring dem.
Lagen infördes i samband med och efter metoo-rörelsens massiva uppmärksammande av en mängd sexuella övergrepp – i Sverige och i andra länder – inom olika yrkesbranscher och i första hand emot kvinnor.

### Debatt och forskning
Införandet av samtyckeslagstiftningen har dock inte undgått kritik. Bland har det kriminaliserade området inte förändrats, och antalet fällande domar har inte heller antagits öka; problemen med att bevisa att förövaren haft uppsåt att överträda offrets frivillighet finns kvar. En utvärdering av Brottsförebyggande rådet 2020 har dock visat att antalet åtal och fällande domar för våldtäkt ökat markant efter införandet av den nya lagen; få av de fällande domarna gällde dock det nya brottet oaktsam våldtäkt.
Dessutom har kritiker ansett att det straffbara området med den nya lagen blivit otydligt, vilket kan leda till problem för rättssäkerheten.
Forskning omkring det otydliga mellanlandet (engelska: grey area) mellan samtyckt sex och övergrepp/våldtäkt har bland annat gjorts av den svenska genusforskaren Lena Gunnarsson. 2024/2025 publicerades hennes Dynamics of Sexual Consent.

## Andra länder
En lagstiftning liknande den svenska, där våld eller hot om våld inte krävs för att kunna dömas för våldtäkt, är på väg att införas även i ett antal andra länder. EU-kommissionen har uttryckt önskan om att EU:s medlemsländer inför den typen av lagar, vilket fram till och med hösten 2022 genomförts även i Belgien, Cypern, Finland, Grekland, Irland, Island, Luxemburg, Storbritannien, Spanien och Danmark. I Finland är motsvarande lagstiftning under utarbetande, och både Slovenien och Slovaken har liknande lagar på gång.